# Antoni Caixal
Antoni Caixal (Tarragona, c. 1360 - Constança, Sacre Imperi Romanogermànic, 1417), fou un teòleg, jurista i escriptor català en llengua llatina. Gran mestre de l'Orde de la Mercè, és venerat com a sant en el si d'aquest orde.

## Biografia
Membre d'una família tarragonina noble, fou doctor en teologia, doctor en ambdós drets i catedràtic de cànons a Lleida i Osca. Formà part de l'orde mercedari a Barcelona, i estudià teologia a les universitats de París i Tolosa.
Fou elegit quinzè mestre general de l'Orde de la Mercè en setembre de 1405. Defensor de la unitat de l'Església, lluità per acabar amb el Cisma d'Occident. Va participar en el Concili de Perpinyà i al Concili de Constança, on fou elegit bisbe de Lió, càrrec que no acceptà fins que l'Església no s'hagués reunificat, per la qual cosa no l'ocupà mai. A Constança va polemitzar sobre si el papa l'havia d'elegir el Concili, com sostenia ell, o el col·legi cardenalici, com sostenien, entre d'altres, Joan Ramon Folc, comte de Cardona i almirall d'Aragó.
Se'n destaca el seu elegant discurs dirigit al Concili de Constança amb motiu de la mort del rei Ferran I d'Aragó, ple de citacions de la Sagrada Escriptura, de la literatura patrística, sant Agustí i sant Ambròs, i d'autors clàssics com Aristòtil, Ciceró i Sèneca, junt amb Petrarca.
Morí durant la celebració del Concili, el 25 de maig de 1417, i al seu enterrament hi assistiren tots els representants (entre ells el seu bon amic Antoni Tallander), els ambaixadors i, àdhuc, l'emperador Segimon.
Se li atribuïren miracles i morí en llaor de santedat. És venerat com a sant al si de l'Orde de la Mercè, amb festivitat al seu calendari el 25 de maig.

## Obres
- Tractatus de unione Ecclesiae
- Oratio "Optabat illa imperialis maiestas"
- Oratio funebris (Constança, 30 d'abril de 1416)
- Oratio "Benedictus deus" (Constança, 15 de maig de 1416)
- Oratio (Constança, 4 de juliol de 1416)
- Oratio "Ecce rex tuus uenit" (Constança, 15 d'octubre de 1416)
- Epístoles al rei Ferran